# Омофони

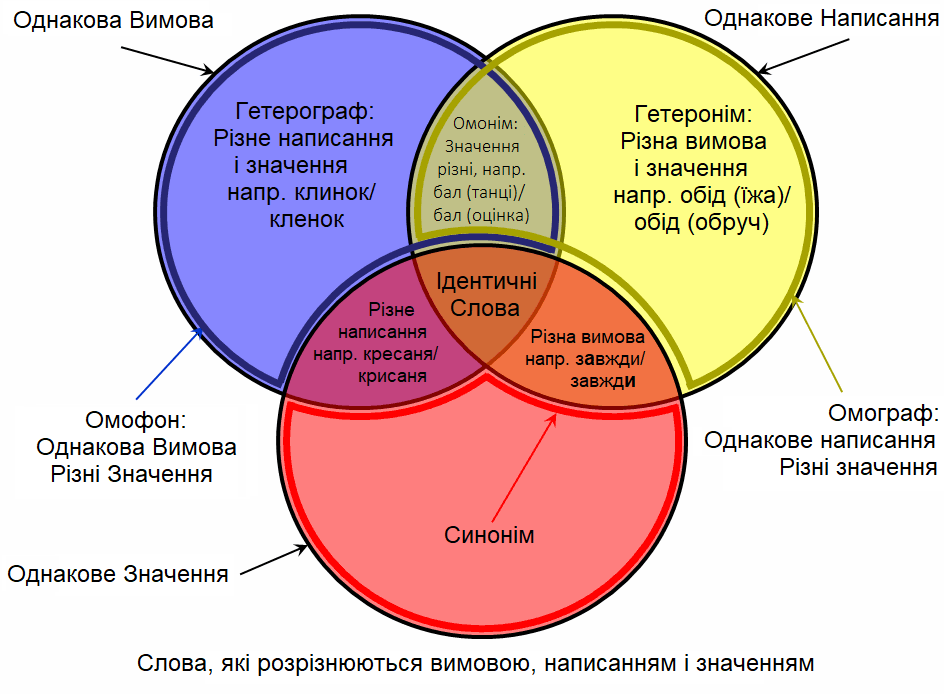
Омофони на діаграмі Венна

Омофо́ни (грец. ὁμός — «однаковий» + φωνή — «звук») — слова, які вимовляються однаково, але мають різні значення й написання[уточнити].

## Українська мова
В українській мові порівняно мало омофонів — з причини фонетичності правопису і фонолоґічними особливостями мови як неоглушувати дзвінкі наприкінці слова. Найчастіше трапляються у словах з ненаголошеними [ɪ] і [ɛ], які у цьому разі збігаються у вимові: наприклад кленок (зменшувальна форма від клен) — клинок (зменшувальна форма від клин). Також гомофони трапляються, де відбулася зміна зч на щ, але сам префікс з- зберігся: зчепити — щепити і похідні слова.
Загальні і власні назви[уточнити] (їх також називають капітонімами):
- орел (птах) — Орел (прізвище і місто);
- лев (тварина) — Лев (ім'я).

Подвоєння приголосних:
- біль і білль;
- гостиний і гостинний.

Ненаголошені е, и:
- мине́ (від минути) і мене́ (від я);
- митропо́лія (церква) і метропо́лія (країна);
- плисти́ (пливти) і плести́.

Окремо слід виділити графічні варіанти деяких слів (келих і келех, кресаня і крисаня, трембіта і тримбіта).

## Російська мова
У російській мові омофони мають два основні джерела: оглушення приголосних і редукція голосних у ненаголошеній позиції (зокрема, ненаголошених [o] і [a], [je] і [i]). Рідше трапляються омофони внаслідок спрощення груп приголосних, ствердіння шиплячих і однакової вимови одинарних і парних приголосних. Приклади:
- порог («поріг») — порок («порок», «вада») — парок («парок)» — вимовляється [паро́к];
- луг («лука», «луг») — лук («лук» чи «цибуля») — вимовляється [лук];
- плод («плід») — плот («пліт як плавзасіб») — вимовляється [плот];
- туш («туш» у значенні «музичний твір») — тушь («туш» у значенні «чорнило») — вимовляється [туш];
- падёж («падіж, масова загибель тварин») — падёшь («падеш») — вимовляється [падьо́ш];
- бал («бал» у значенні «танці») — балл («бал» у значенні «ступінь», «оцінка») — вимовляється [бал];
- косный («закоснілий») — костный («кістковий») — вимовляється [ко́сный];
- предать («зрадити» чи «віддати») — придать («придати» чи «надати») — вимовляється [прієдать];
- компания («компанія») — кампания («кампанія») — вимовляється [кампанія];
- привидение («привид») — приведение («приведення») — вимовляється [прівієдєніє];
- кот («кіт») — код («код») — вимовляється [кот];
- прут («прут») — пруд («ставок») — вимовляється [прут];
- титрация («титрування», «визначення товщини шовкової нитки у текстильній промисловості») — тетрация («тетрація») — вимовляється [тієтрація];
- комплимент («комплімент, похвала») — комплемент («комплемент», «додаток») — вимовляється [кампліємєнт]

Також в російській мові часто однаково вимовляються інфінітив і майбутній час 3-ї особи одного й того ж дієслова (на листі, що розрізняються наявністю або відсутністю літери «ь»): (надо) решиться — (он) решится, (хочу) строиться — (дом) строится, (металл может) гнуться — (деревья) гнутся, (должен) вернуться — (они) вернутся. Це нерідко призводить до неправильного написання зворотних дієслів, що закінчуються на -ться/-тся: в одних випадках, Ь помилково ставлять перед -ся у теперішньому часу третьої особи, а в інших, навпаки, забувають поставити Ь перед -ся в невизначеній формі. Найчастіше такі помилки допускають багато носіїв російської мови в Росії.

## Польська мова
У польській мові поява омофонів теж викликана оглушенням дзвінких приголосних, а окрім того, й збігом у вимові ó з u, rz з ż:
- Bóg («Бог») — Bug («Буг») — buk («бук») — вимовляється [бук]
- kod («код») — kot («кіт») — вимовляється [кот]
- morze («море») — może («може») — вимовляється [може]
- mieć (дієслово «мати») — miedź («мідь») — вимовляється [мєч']

## Англійська мова
- creak («скрип») — creek («лиман» чи «маленька річка») — вимовляється [kɹiːk]
- knight («лицар», «витязь») — night («ніч») — вимовляється [naɪt]
- knot («вузол») — not («не») — вимовляється [nɒt] чи [nɑt]
- know («знаю») — no («ні») — вимовляється [nəʊ] чи [noʊ]
- leak («теча») — leek («цибуля-порій») — вимовляється [liːk]
- read («читаю») — reed («очерет») — вимовляється [ri: d]
- right («правий», «право») — rite («обряд») — вимовляється [raɪt]
- to («до») — too («надто», «теж») — two («два») — вимовляється [tuː] чи [tu]
- wait («очікування») — weight («вага») — вимовляється [weɪt]

## Німецька мова
- wieder («знову») — wider («проти»); вимовляється [vi: dər]
- Lerche («жайворонок») — Lärche («модрина»); вимовляється [lerçə]
- lehren («вчити») — leeren («спорожнити»); вимовляється [le: rən]
- Lied («пісня») — Lid («повіка»); вимовляється [li: t]
- mehr («більше») — Meer («море»); вимовляється [me: r]
- Rad («колесо») — Rat («поради»); вимовляється [ra: t][1]

## Використовування в дослідженнях
Омофони можуть бути використані в психологічних дослідженнях і тестах. Наприклад, значення почутих англійських омофонів slay («вбиваю, умертвляю»)/sleigh («сани») чи war («війна»)/wore («носив») особи з високим рівнем тривожності схильні сприймати у варіанті із агресивними конотаціями (відповідно «вбиваю» і «війна»).